# Alina Kirillowna Kudrjaschewa

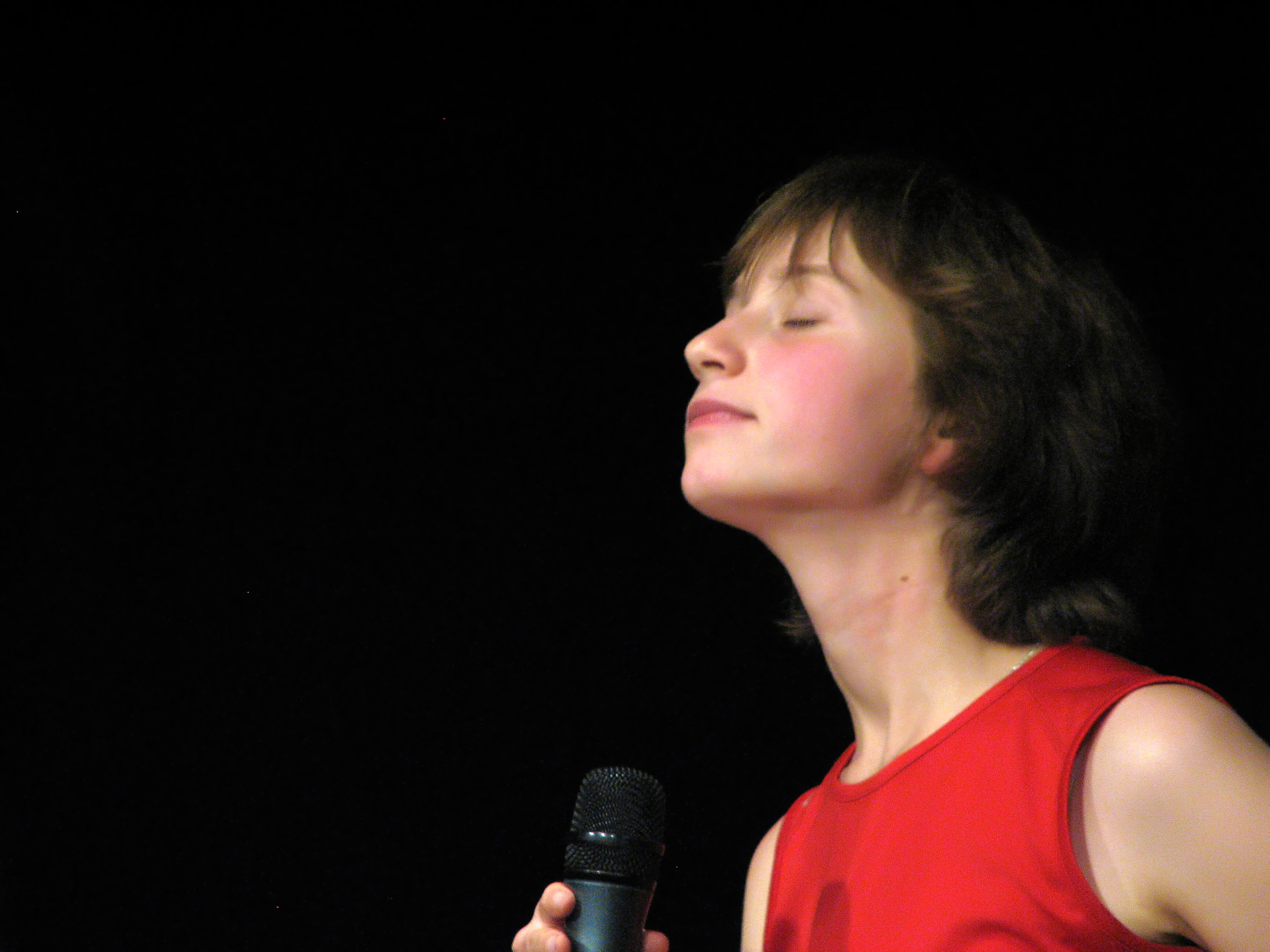
Alja Kudrjaschewa (2009)

Alja Kudrjaschewa (russisch Аля Кудряшева, eigentlich Alina Kirillowna Chajtlina, russisch Алина Кирилловна Хайтлина; * 10. November 1987 in Leningrad) ist eine russische Dichterin. Weitbekannt wurde sie vor allem durch die Publikationen ihrer Gedichte in ihrem Blog.

## Leben
2004 verließ Alina Kudrjaschewa das sich im St. Petersburger Anitschkow-Palais befindliche Anitschkow-Lyzeum, eine spezialisierte Schule für die Kinder, die Neigung zur wissenschaftlichen Tätigkeit haben. Das Studium verlief in einer Atmosphäre der Kreativität und Kunstliebhaberei. Nach Abschluss des Lyzeums studierte sie an der Staatlichen Universität Sankt Petersburg russische Philologie. 2009 schloss sie das Universitätsstudium mit Auszeichnung ab. Im selben Jahre wurde sie Doktorandin an der anthropologischen Fakultät der Europäischen Universität Sankt Petersburg. Der Gegenstand ihrer Studien ist die Anthropologie der Gehörlosigkeit, besonders die der Gebärdensprache. Seit 2008 arbeitet sie auch am Institut für Linguistische Forschungen der Russischen Akademie der Wissenschaften. Zurzeit übersetzt und systematisiert sie die Kartei für Eskimosprache.
Unter den Hobbys der Dichterin ist die Teilnahme an der populären intellektuellen Quizshow «Что? Где? Когда?» (Was? Wo? Wann?) zu erwähnen. In dieser Show nimmt sie als Mitglied des Sankt Petersburger Teams «Salvatore» teil.
Im November 2012 zog sie nach München, um dort zu arbeiten.

## Werke

### Pseudonyme
Am weitesten ist die Dichterin nach dem Decknamen ihres Internet-Tagebuches izubr bekannt. Im Russischen bezeichnet dieses Wort eine Unterart des Rothirschs (Cervus elaphus xanthopygus). Dieses Pseudonym wurde eher zufällig gewählt: Als Lyzeistin schrieb Kudrjaschewa eine Schularbeit über die Sagen der nordischen Völker, in denen dieses Tier figurierte. Dieses Weblog wurde 2003 für Kudrjaschewa von ihrer Freundin (der Bloggerin squirrel_) geschaffen, die dieses Wort als Blogname vorgeschlagen hatte.
Im selben Weblog wird auch das Pseudonym Isja Rajder (Изя Райдер) benutzt. Äußerlich sieht es wie ein jüdischer männlicher Name (Vorname Isja als Diminutiv zu Israel oder Isidor und der Nachname Rajder) aus. Seine Entstehung wurde nicht öffentlich erklärt. Es ist zu vermuten, dass darin der Titel des US-amerikanischen Roadmovies von 1969 Easy Rider ironisch umgedacht wurde. Möglicherweise ist dies dadurch bedingt, dass die Dichterin gerne reist: In der Titelseite des Weblogs figuriert unter ihren Interessen «sich abreißen und abreisen» («срываться и уезжать»). Es ist auch darauf hinzuweisen, dass darunter auch das Interesse «Sprachspiel» («языковая игра») erwähnt ist.
Alja Kudrjaschewa hat auch das weitere Weblog xelbot, das grundsätzlich nicht der Poesie, sondern dem Alltagsleben der Dichterin gewidmet ist. Das Wort xelbot entsteht beim Texteintrag des russischen Wortes чудище («Wundertier») mit einer Tastatur mit russischer Tastaturbelegung ohne Schriftzeichenauswahl. Für die originalen poetischen Werke wird dieses Pseudonym selten verwendet. Trotzdem hat Kudrjaschewa auch in diesem Blog einige Gedichte veröffentlicht.

### Allgemeine Charakteristik der Lyrik

#### Themen, Motive und Weltbild
Die Gedichte schreibt Alja Kudrjaschewa seit ihren Kinderjahren, bewusst seit 11 Jahre. Die Hauptthemen und -motive von Kudrjaschewas Dichtung sind vielfältig. In erster Linie beschreibt die Dichterin die Erfahrung des Erwachsenwerdens, die Beziehungen des lyrischen Ich mit den Freunden und Geliebten. In der Liebeslyrik überwiegt die Ich-Form, seltener ist die Du-Form vertreten.
Die religiösen Motive sind in Kudrjaschewas Poesie mit Gestalten aus dem Alten und Neuen Testament präsent. Etliche Gedichte sind der Natur und dem Jahreszeitwechsel gewidmet. Zu den wichtigen Motiven gehört die Sachenwelt, die fast immer verlebendigt wird. Das Thema des Kunstschaffens und der Beziehungen des Dichters zum Worte wird berührt. Vereinzelt sind die Gedichte als Antwort der Dichterin auf die Ereignisse in ihrer Heimat, etwa das Gedicht «Gebet», das sie nach den Terroranschlägen am 29. März 2010 in Moskau schrieb. In vielen Schriften von Kudrjaschewa (unabhängig von der Thematik derselben) finden sich Gestalten und Merkmale der Heimatstadt Sankt Petersburg; dieser Hintergrund verleiht ihren Schriften die spezifische «couleur locale».
Wegen der jüdischen Herkunft mütterlicherseits ist Alja Kudrjaschewa geneigt, sich als Jüdin zu identifizieren.
Diese Tatsache hat offensichtlich ein gewisses Interesse der Lyrikerin für die jüdische Kultur verursacht. Zum Teil ist es auch in ihrer literarischen Tätigkeit gespiegelt: 2008 hat sie ihre Übersetzung der Ballade von Itzik Manger «Einsam» aus dem Jiddischen veröffentlicht.
In den frühen Gedichten von Alja Kudrjaschewa tritt die eigentliche literarische Handlung selten auf. Seit Ende der 2000er Jahre nimmt der Anteil der erzählenden Gedichte zu. Die innere Dramaturgie der Gedichte wird gespannt und ausgearbeitet, etliche neuere Stücke bekommen eine Balladenform. Manchmal sind die Gedichte sehr umfangreich und treten eher als kleine Poeme hervor. Es wurden auch Versuche unternommen, einige Gedichte zu vertonen. Die Besonderheiten dieser Lieder (die Form, das Tropensystem, die Weltauffassung des lyrischen Ich) sind im Einklang mit der Tradition der russischen Singer-Songwriters und unterscheiden sich von der der Rock- oder Rap-Lieder.
In den Netzpublikationen waren die meisten Werke von Kudrjaschewa betitelt. In der späteren Buchausgabe wurden diese Titel weggelassen. Deswegen sind heute die relevanten Gedichte vornehmlich nach den ersten Versen bekannt und zitiert.
Das Weltbild, das in den Aufsätzen der jungen Lyrikerin dargestellt ist, ist abwechselungsreich und wandelbar. Etliche Gedichte sind sehr froh und «lichtreich». Daneben sind viele Aufsätze der Dichterin mit dem Gefühl der Ungemütlichkeit beseelt. Diese Empfindung ist jedoch nicht durch die konkreten Umstände des individuellen Lebenslaufes verursacht; sie hat eher einen seinsmäßigen und metaphysischen Charakter. Der Trieb nach der Überwindung dieser Ungemütlichkeit bildet einen wesentlichen Zug der Kudrjaschewas Lyrik.

#### Die poetische Technik
Die poetische Technik von Alja Kudrjaschewa ist sehr vielfältig und reich an Kunstgriffen. Ihre Verse sind ziemlich plastisch und ausgearbeitet; gern benutzt die Verfasserin u. a. die Kombinationen verschiedener Versfüße innerhalb eines Gedichts, das Enjambement, das Akrostichon usw. Fast ausnahmslos bevorzugt sie die gereimten Verse. Viele Gedichte sind jedoch ohne Verseinteilung geschrieben; die Dichterin hat es u. a. dadurch begründet, dass diese Werke zugleich als Einträge in ihrem Weblog gelten. In einzelnen Gedichten tauchen sehr lange Verse auf, wie etwa in den Werken von Ogden Nash.
Im Großen und Ganzen folgt die junge Autorin der klassischen Linie russischer Dichtung. Nach eigenem Bekenntnis der Dichterin gehören zu ihren Lieblingsautoren die Dichter des russischen Silbernen Zeitalters sowie auch Dawid Samoilow, Robert Roschdestwenski und Joseph Brodsky. Die meisten neueren Werke von Kudrjaschewa sind von hoher poetischer Kultur geprägt. Gewöhnlich sind sie geschmackvoll und sehr richtig aus grammatischer Sicht. Die lexikalischen Experimente sind ihr im Allgemeinen fremd; die Benutzung des modernen jugendlichen Argots ist sehr gering.

### Rezeption und Bewertung
Die angedeuteten Besonderheiten der Poetik haben eine ziemliche Attraktivität der Dichtung von Alja Kudrjaschewa verursacht. Anfang 2011 hatte ihr Hauptblog izubr etwa 13.000 Freunde. Leider ist es schwer, diese ganze Menge der Leser zu analysieren. Die Durchsicht der Weblogs der Leser, die ihre Zuschriften in Kudrjaschewas Blog am regelmäßigsten posten, lässt folgende Beobachtungen machen. Die Leser stammen aus Russland sowie auch aus sämtlichen bedeutenden Ländern der russischsprachigen Diaspora im Auslande (die GUS-Staaten, Deutschland, Israel, Kanada, USA). Es überwiegen darunter die Schüler der oberen Klassen und Studenten. Daneben jedoch ist eine ältere Lesergruppe (die meistens die gut gebildeten Personen umfasst) auffindbar. Der jugendliche Teil des Publikums schätzt in erster Linie die Herzlichkeit, den emotionalen Inhalt der Werke Kudrjaschewas, das Nichtvorhandensein von Falschheit und Zynismus. Die ältere Lesergruppe würdigt überdies die poetische Technik der Dichterin.
Als Kommunikationsmittel mit dem Publikum dient der Autorin der Weblog sowie auch die regelmäßigen poetischen Aufführungen, die man in Sankt Petersburg, Moskau und im Auslande (u. a. in Israel, Ukraine und Deutschland) veranstaltet.
In den Fachkreisen wurden die Werke Kudrjaschewas unterschiedlich empfunden. Etliche angesehene Männer der Feder und Kritiker (u. a. Dmitry Bykov) haben ihre Gedichte sehr hoch geschätzt. Sie wurden überdies in den Literaturwettbewerben mehrmals ausgezeichnet (s. unten). Daneben wurden jedoch etliche Aspekte der Lyrik Kudrjaschewas kritisiert. Es wurde behauptet, dass ihre Aufsätze durch die poetischen Gestalten der anderen Autoren (u. a. von Marina Zwetajewa, Wera Pawlowa und Wera Poloskowa) zugeflogen gewesen waren. Trotzdem wurde die Vollkommenheit der Kudrjaschewas poetischen Technik auch von diesen Rezensenten betont.

### Erfolgstitel (Auswahl)
- «Я работаю солнечной батареей...»[17] («Ich wirke als eine Sonnenbatterie...», 2005; in der Blogpublikation «От моих декабрей до твоей весны...» («Von meinen Dezembern bis zum deinen Frühling...») betitelt).
- «Мама на даче, ключ на столе...»[18] («Mama auf der Datscha, Schlüssel auf dem Tisch...», 2007; in der Blogpublikation «И ты идёшь по городу, и за тобой летят бабочки» («Und du gehst durch die Stadt, und die Schmetterlinge dir hinterher fliegen»[19]) betitelt).
- «И если Богу нужны гимнасты...»[20] («Und wenn der Gott die Turner braucht...», 2007; in der Blogpublikation «Четыре четверти меццо-форте» («Viervierteltakt von mezzoforte») betitelt).
- Дуэт для скрипки и альта (read more)[21] (Duo für Geige und Bratsche (read more), 2008).
- Снова current[22] (Wieder current, 2010).
- Молитва[23] (Gebet, 2010).
- ночное[24] (nächtlich, 2010).
- тишина[25] (Die Stille, 2010; auch nach dem ersten Vers «Улица тонет в шуме» («Die Straße sinkt im Lärm») weitbekannt und oft zitiert).
- осень в городе[26] (Herbst in der Stadt, 2010).
- детские окраины[27] (Kinderrände, 2010).
- лесное[28] (forstlich, 2010).

### Deutsche Motive in Kudrjaschewas Lyrik
Alja Kudrjaschewa bereiste Deutschland mehrmals. Sie besuchte u. a. Hamburg, Nürnberg und Düsseldorf. Etliche Eindrücke von der Bekanntschaft mit dem Lande und dessen Kultur sind auch in ihrer Lyrik gespiegelt. U.a. handelt es sich um das Gedicht «Вторая песенка» («Das zweite Liedchen», 2010). Als Hintergrund für die Erinnerungen an Deutschland treten darin die lyrisch umgedeuteten Gestalten Russlands hervor. Die Liebe für Deutschland hält das lyrische Ich für eine «Junglingsliebe», die «aufdringlich, pickelig und aschfahl» ist.
Im 2011 geschriebenen Gedicht «check out» werden auch die Erlebnisse der Heimkehr nach dem Deutschlandbesuch dargestellt. Abgesehen von der allgemeinen herzbeklemmenden Stimmung dieses Werks gehört zu den wichtigen Besonderheiten desselben die verschärfte Empfindung der deutschen und der russischen Sprache («die letzte Süße der Fremdsprachen taut auf der Zunge», «die dornige Kyrillika im Himmel bekratzt den entwohnten Larynx»).
Das Gedicht «немецкая колыбельная» («Deutsches Wiegenlied», 2011) wurde von Alja Kudrjaschewa in Deutschland geschrieben. Sein Zentralgestalt ist das Bild des allgemeinen Schlafes der Menschen, Natur und Sachen, das sich mit dem deutlichen Liebesmotiv verschmelzt. Auch hier sind die umgedachten Gestalten und Merkmale des Landes auffindbar. Es werden die «Nibelungen, die unter dem Rhein schlafen», eine alte nebelige Stadt (wohl Düsseldorf), «wo auf jedem Hause Anno steht, das älter als 1500 ist» erwähnt. Die allgemeine Stimmung des Gedichts ist hauchzart und zugleich mit dem milden Humor geprägt.

## Publikationen

### Gedichte
- Новые имена Санкт-Петербурга [Die neuen Namen von St. Petersburg]. Санкт-Петербург, 2003. (Poetisches Sammelbuch mit der Auswahl der Gedichte Kudrjaschewas, eine der ersten repräsentativen Publikationen).
- Аля Кудряшева. Открыто [Geöffnet[34]]. Санкт-Петербург: Геликон Плюс, 2007, ISBN 978-5-93682-446-3. (Das Buch enthält die Gedichte von 2003–2007).
- Книга, которая приносит счастье [Das Buch, das das Glück bringt]. Харьков, 2010. (Poetisches Sammelbuch mit der Auswahl der Gedichte Kudrjaschewas).
- Аля Кудряшева. Иногда корабли [Manchmal die Schiffe] — Moskau: Livebook, 2017. — 176 S. ISBN 978-5-9908083-1-7

## Diskografie
- Аля Кудряшева. Три, два, один [Drei, zwei, eins]. Москва, „КонтентМедиа“, 2010.

Die Platte enthält die bedeutendsten Gedichte, von der Autorin vorgelesen. Auch im Internet zugänglich (Memento vom 28. November 2010 im Internet Archive).

## Auszeichnungen
- 2003: Dichtungswettbewerb «Новые Имена» (Neue Namen), 3. Platz.
- 2005: Festival der Singer-Songwriters «Второй канал» (Der zweite Kanal), Laureatin.
- 2006: Dichtungswettbewerb «ПОЭТому» («POEDarum»), Sieg in 2 Nominationen.
- 2007: Dichtungswettbewerb «ПОЭТому» («POEDarum»), Sieg in 4 Nominationen (absolute Preisträgerin).

### Interviews
- Аля Кудряшева. «Я начинаю считать со ста, жизнь моя — с единицы...» [«Ich beginne, ab einhundert aufzuzählen, mein Leben ist ab Eins»] / [Interviewer] Дарья Мельникова, In: Санкт-Петербургский университет. [Sankt Petersburger Universität]. 5. März 2008. № 3 (3770).
- Обыденкин А. ЖЖгучие стихи от редкого зверя [GLJühende Gedichte vom seltenen Tier]. In: Новая газета. 29. Mai 2008.
- Аля Кудряшева: «Я в кармане оранжевом солнце грею» [Alja Kudrjaschewa: «Ich erwärme die Sonne in orangenfarbiger Tasche»] / [Interviewer] О. Тараненко, Е. Трубилова. In: У книжной полки: журнал для библиотек [Am Bücherregal: Die Zeitschrift für die Bibliotheken], 2009. Nr. 1. S. 6–7.
- Аля Кудряшева. [«Dafür darf man nicht ehren»] / [Interviewer] Кирилл Алехин. In: Zeitschrift F5. 2011. № 9 (14. März). S. 12–14. freshf5.f5.ru (Memento vom 17. März 2011 im Internet Archive) (russisch)

### Kritiken und Übersichte
- Гликин М. [Arbeitsmenschen von Feder und Axt], in: Независимая газета. 2005. 14. Juli. exlibris.ng.ru (Memento vom 28. August 2007 im Internet Archive) (russisch)
- Быков Д. Литература отдувается за всё [Alles hält die Literatur seinen Buckel hin], in: Дружба народов [Völkerfreundschaft]. 2008. Nr. 1.
- Обыденкин А. …И ДР. Пьеро 1990-х [Und DR. Pierrot der 1990er]. In: Новая газета. 2008. 24. März.
- Скворцов А. Дезориентация на местности (Заметки на полях молодой поэзии) [Desorientierung im Gelände (Skizzen am Rande der jungen Poesie)], in: Вопросы литературы [Probleme der Literatur]. 2008. Nr. 5. S. 129–136.
- Сопова А. «Открыто» Али Кудряшевой: неженская девичья поэзия [«Geöffnet» von Alja Kudrjaschewa: nichtweibliche mädchenhafte Dichtung], ein Bericht über die poetische Aufführung vom 18. September 2009.
- Саломатин А. В. От кича к кэмпу. О стихах Веры Полозковой и Алины Кудряшевой [Vom Kitsch zum Camp. Über die Gedichte von Wera Poloskowa und Alina Kudrjaschewa]. In: Вопросы литературы [Probleme der Literatur]. 2010. Nr. 5. S. 97–111.
- Шкреба О. А. Индивидуально-авторские субстантивы в современной женской поэзии // Успехи современной науки и образования. 2017. — Т. 3. — № 5. — С. 145—148
- Минец Д. В., Горушкина А. В. «Диалог культур» в структуре языковой личности (на материале текстов Али Кудряшевой) // Litera. — М., 2017. — № 2. — С. 10-19.
- Горушкина А. В. Разрушение фразеологизмов как основной прием языковой игры в творчестве Али Кудряшевой // Classical and contemporary literature: continuity and prospects of updating: materials of the II international scientific conference on November 7-8, 2017. — Prague, 2017. — С. 78-81
- Горушкина А. В. Лингвокультуремы в структуре поэтического дискурса Али Кудряшевой // Современная наука: актуальные проблемы теории и практики. Серия Гуманитарные науки. — М., 2018. — № 7/2. — С. 104—108.
- Горушкина А. В. Языковая игра как доминирующий прием в творчестве Али Кудряшевой // Современная наука: актуальные проблемы теории и практики. Серия Гуманитарные науки. — М., 2018. — № 8. — С. 109—113
- Минец Д. В., Горушкина А. В., Елистратова К. А. Поэтический блог Али Кудряшевой и его возможности в аспекте формирования авторской идентичности // Дискурсивные практики конструирования идентичности в современной сетевой литературе: лингвокреативный аспект: монография. — М., 2018. — С. 35-71